# Robert Trudel
Pour les articles homonymes, voir Trudel.
Robert Trudel, né le 21 février 1820 et mort le 29 juillet 1886 à Sainte-Geneviève-de-Batiscan, est un notaire et un homme politique québécois.

## Biographie

### Expérience politique
Élu maire de Sainte-Geneviève-de-Batiscan de 1868 à 1873, il tente à plusieurs reprises de se faire élire député sous la bannière conservatrice, que ce soit sur la scène provinciale ou fédérale. Il est finalement élu par acclamation en 1881 et meurt en fonction en 1886.